# L'amour a plusieurs visages
Pour plus de détails, voir Fiche technique et Distribution.
L'amour a plusieurs visages (Love Has Many Faces) est un film américain réalisé par Alexander Singer, sorti en 1965.

## Fiche technique
- Titre français : L'amour a plusieurs visages
- Titre original : Love Has Many Faces
- Réalisation : Alexander Singer
- Scénario : Marguerite Roberts
- Production : Jerry Bresler
- Société de production et de distribution : Columbia Pictures
- Photographie : Joseph Ruttenberg
- Musique : David Raksin
- Direction artistique : Alfred Sweeney
- Décorateur de plateau : Noldi Schreck
- Costumes : Edith Head
- Montage : Alma Macrorie
- Pays de production :  États-Unis
- Format : couleur (Eastmancolor) - Son : mono
- Genre : drame
- Durée : 104 minutes
- Dates de sortie :
  - États-Unis : 24 février 1965 (New York)
  - France : 25 mai 1966
- Affiche : Jean Mascii (France)

## Distribution
- Lana Turner (VF : Jacqueline Carrel) : Kit Jordon (Kitty en VF)
- Cliff Robertson (VF : Jean Amadou) : Pete Jordon (Peter en VF)
- Hugh O'Brian (VF : Georges Aminel) : Hank Walker
- Ruth Roman (VF : Paule Emanuele) : Margot Eliot
- Stefanie Powers (VF : Michèle Bardollet) : Carol Lambert
- Virginia Grey (VF : Gisèle Préville) : Irene Talbot
- Ron Husmann (VF : Philippe Mareuil) : Chuck Austin
- Enrique Lucero (es) (VF : Serge Lhorca) : le lieutenant Riccardo Andrade
- Carlos Montalban (VF : Jean-Henri Chambois) : don Julian
- Jaime Bravo (VF : Gérard Hernandez) : Manuel Perez
- Fanny Schiller (VF : Lita Recio) : Maria
- René Dupeyrón : Ramos
- Patty Hobbs (VF : Joëlle Janin) : la blonde s'adressant à Hank (non créditée)